# Лався
Лався — село в России, расположено в Касимовском районе Рязанской области. Входит в состав Гусевского городского поселения.

## Географическое положение
Село расположено примерно в 32 км к северо-западу от центра города Касимова на реке Лавсинка. Ближайшие населённые пункты — деревня Кочетки к северу, деревня Чаур к югу и посёлок Красная Заря к западу.

## История
Деревня Лався впервые упоминается в писцовых книгах в 1629 г.
Деревня находилась на тракте Касимов — Владимир.
В 1777 г. помещик Зыбин перенёс в деревню деревянную церковь Покрова Пресвятой Богородицы из располагавшегося неподалёку сельца Щербаково.
В 1904 году село Лався являлось административным центром Лавсинской волости Меленковского уезда Владимирской губернии и имело 98 дворов при численности населения 719 чел.
С образованием в 1936 г. Бельковского района село вошло в его состав.
В 2010 г. окрестности села сильно пострадали от лесных пожаров. Само село спасли пожарники и местные жители.

## Население
| 1859 | 1897 | 1905 | 2010 | 2023 |
| ---- | ---- | ---- | ---- | ---- |
| 709  | ↘566 | ↗719 | ↘47  | ↘29  |

## Транспорт и связь
С селом имеется сообщение только по грунтовым дорогам.
Село Лався обслуживает сельское отделение почтовой связи Чаур (индекс 391327).